# VSB C 2/2
Die Vereinigten Schweizerbahnen beschafften 1875 zwei Personenzug-Dampflokomotiven des Typs C 2/2. Zunächst trugen sie die Serienbezeichnung II, von 1887 bis 1902 wurden sie als B2T bezeichnet. Die Maschinen wurden bei der Lokomotivfabrik Krauss & Cie in München beschafft, der Kaufpreis pro Lokomotive betrug 52 000.– Schweizer Franken.

## Technisches
Da sie zusammen mit einer Serie für die Saal-Eisenbahn-Gesellschaft in Deutschland gebaut wurden und mit dieser baugleich sind, war es vermutlich ein Gelegenheitskauf. 
Die Maschinen mit einem Achsstand von 3000 mm hatte einen Innenrahmen. Die Kessellage war 2075 mm über Schienenoberkante. Die Feuerbüchse befand sich über der Hinterachse. Der Kessel war mit 196 Siederohren, mit 3200 mm Länge, versehen. Der Dampfdom befand sich auf der hinteren Kesselhälfte und wich damit von allen anderen Lokomotiven der VSB ab. Das Klose-Sicherheitsventil befand sich auf dem Dampfdom und der Regulator in der Rauchkammer. Im Innenrahmen war nach Krauss'scher Bauart ein Hilfswasserkasten integriert. Die hintere Achse war mit zwei unter den Achslagern aufgehängten Tragfedern versehen, während die vordere Achse mit einer Querfeder ausgerüstet war. Damit wurde eine Dreipunktfederung erreicht. Das Triebwerk griff mit günstiger Stangenlänge auf die hintere Achse. Die Steuerung war eine Allansteuerung, welche noch mit Vollexzenter ausgerüstet war. Die Hebelumsteuerung wirkte über eine obere Steuerwelle. An diesen Maschinen wurde 1879 erstmals ein Geschwindigkeitsmesser von Klose getestet und nach Abschluss der Tests beibehalten. Ebenso war eine Dampfheizung vorhanden.
Der zweiachsige Schlepptender hatte einen Innenrahmen. Er war mit einer vierklötzigen Exterbremse (Handbremse), sowie einer Dampfbremse der Bauart Klose vorsehen. Im Jahre 1892 wurde an Stelle der Dampfbremse eine automatische Westinghousebremse eingebaut. Eine Triebradbremse war nicht vorhanden.

## Betriebliches
Sie waren die ganze Zeit der Werkstätte Rorschach und somit auch dem SBB Kreis IV zugeteilt.
Sie konnten 200–300 Tonnen auf ebener Bahn befördern.